# Margret Dünser
Margret Dünser est une journaliste autrichienne née le 27 juillet 1926 à Dornbirn (Autriche) et morte le 5 juin 1980  à Bâle (Suisse).

## Biographie
Margret Dünser est notamment l'auteur de livres et de nombreux documentaires sur des personnalités publiques.

## Filmographie
(liste partielle)
- 1974 : Sie nennen ihn Rocky!
- 1976 : Ihr braucht Narren wie mich
- 1978 : Johannes Heesters: Es kommt auf die Sekunde an
- 1980 : Nur der Name bleibt... Henry Miller - Erkenntnisse und Bekenntnisse

## Publications
- (de) Jet Set - Rom, Paris, London, Ullstein Verlag GmbH, Frankfurt/M, Berlin, Wien 1971  (ISBN 3-550-07665-7)
- (de) Highlife, Kindler Verlag GmbH, München, 1979  (ISBN 3-426-00760-6)
- (de) Königs- und Fürstenhäuser heute. Aktuelles über den europäischen Hochadel. Porträts, Schicksale, Affären, 1980